# Lambertschaag
Lambertschaag est un village de la province de Hollande-Septentrionale aux Pays-Bas. Elle fait partie de la commune de Medemblik. Jusqu'au 1er janvier 2007, Lambertschaag faisait partie de l'ancienne commune de Noorder-Koggenland.
Le village est situé le long d'une route qui va d'Abbekerk au sud au polder de Wieringermeer au nord.
Sa population est de 190 habitants environ. 